# Red Butte
Red Butte è un census-designated place degli Stati Uniti d'America, situato nella Contea di Natrona nello stato del Wyoming. Nel censimento del 2000 la popolazione era di 439 abitanti. Appartiene all'area metropolitana di Casper.

## Geografia fisica
Secondo i rilevamenti dell'United States Census Bureau, la località di Red Butte si estende su una superficie di 1,3 km², tutti occupati da terre.

## Popolazione
Secondo il censimento del 2000, a Red Butte vivevano 439 persone, ed erano presenti 134 gruppi familiari. La densità di popolazione era di 363,3 ab./km². Nel territorio comunale si trovavano 163 unità edificate. Per quanto riguarda la composizione etnica degli abitanti, il 96,81% era bianco, lo 0,23% era nativo, lo 0,46% proveniva dall'Asia, lo 0,68% apparteneva ad altre razze e l'1,82% a due o più. La popolazione di ogni razza ispanica corrispondeva all'1,82% degli abitanti.
Per quanto riguarda la suddivisione della popolazione in fasce d'età, il 26,9% era al di sotto dei 18, il 4,8% fra i 18 e i 24, il 24,1% fra i 25 e i 44, il 31,9% fra i 45 e i 64, mentre infine il 12,3% era al di sopra dei 65 anni di età. L'età media della popolazione era di 43 anni. Per ogni 100 donne residenti vivevano 111,1 uomini.